# Диполярная система координат
Диполя́рная, или дипо́льная, систе́ма координа́т — трёхмерная криволинейная ортогональная система координат, основанная на точечном (центральном) диполе, точнее, на его инвариантах преобразования координат.

## Определение

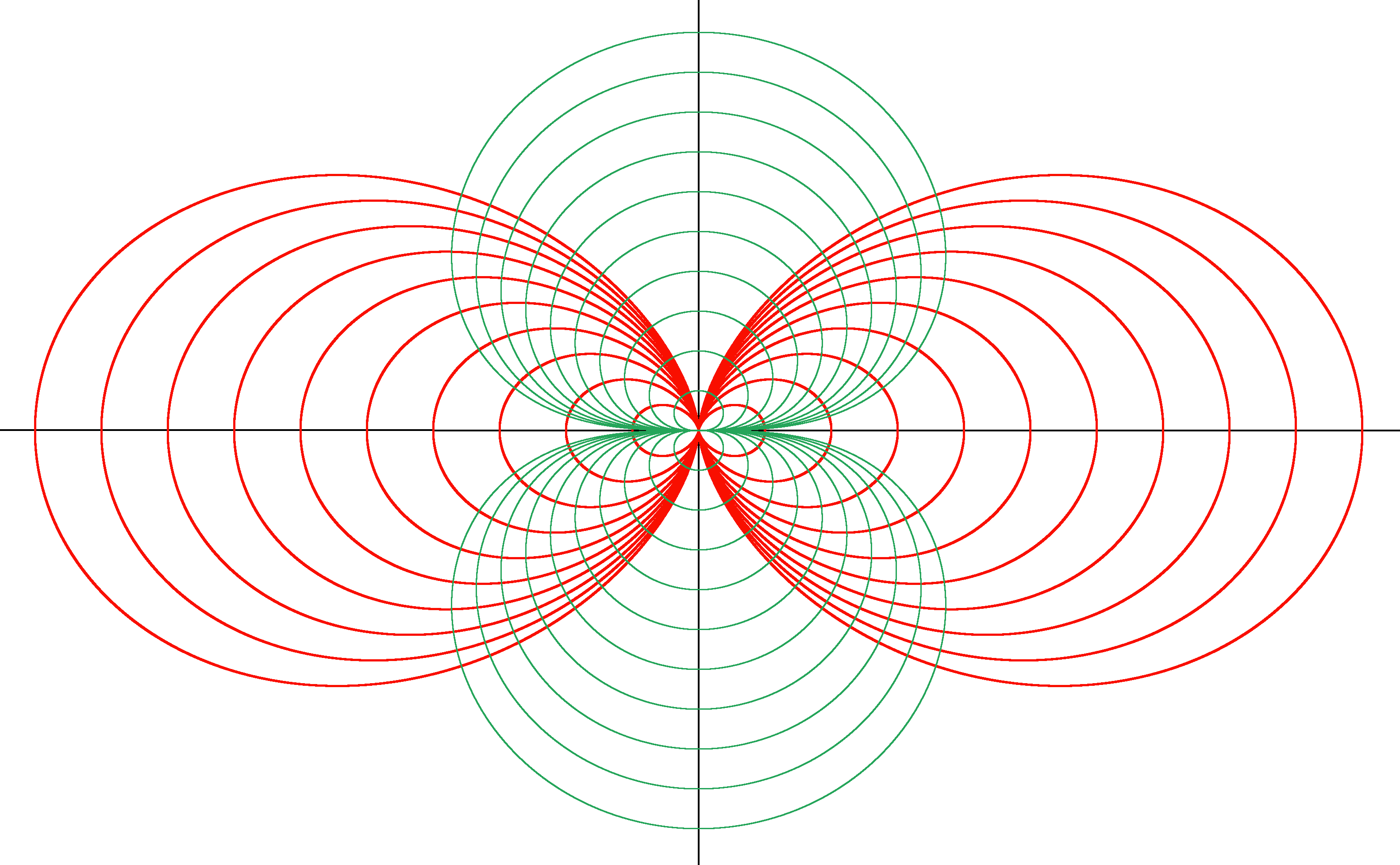
Точное рассчитанное изображение силовых (красных) и эквипотенциальных (зеленых) линий диполя на плоскости, проходящей через его ось

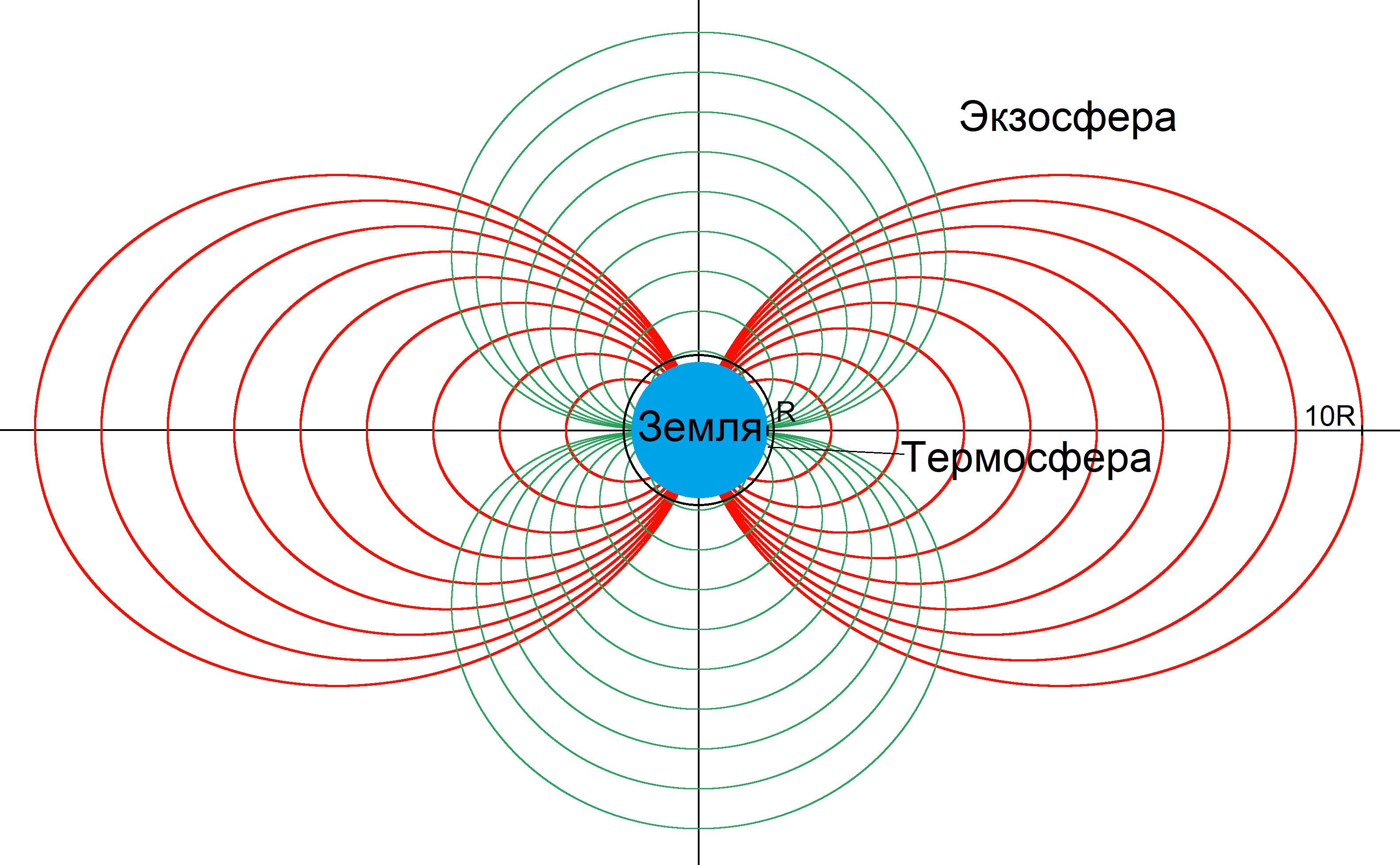
Пропорционально показаны Земля (синяя) радиуса R с апексом дальней силовой линии 10R и границами термосферы и экзосферы

В диполярной системе координат, привязанной к точечному диполю, каждая точка пространства определяется тремя числами. При этом при фиксации одной из координат получается эквипотенциальная поверхность, а при фиксации двух других — силовая линия. Силовые линии перпендикулярны эквипотенциальным поверхностям. Диполярная система координат имеет вращательную (аксиальную) симметрию относительно оси диполя.
На рисунке справа (рассчитанном на компьютере) на плоскости, проходящей через ось диполя, показаны его силовые линии (красные), а также сечения эквипотенциальных поверхностей этой плоскостью (зеленые). Сам диполь находится в центре рисунка. Рисунок имеет две оси симметрии, горизонтальную и вертикальную, показанные прямыми линиями. Вертикальная прямая на рисунке является осью диполя. Силовые линии нарисованы красным цветом, они более вытянуты, расположены слева и справа от диполя, а линии зеленого цвета, более округлые, расположенные сверху и снизу диполя, суть сечения эквипотенциальных поверхностей («эквипотенциальные линии»). Координатные линии диполярной системы координат в трехмерном пространстве получаются вращением этого рисунка вокруг вертикальной оси.
Диполярная система координат широко используется при математическом моделировании дипольных систем. Причем обозначения координат, их порядок и направление не устоялись и могут меняться.

## Определение диполярных координат через координаты других систем
Центры систем координат совпадают, также они соответственно ориентированы относительно друг друга: оси систем и долготы совпадают.

### Сферическая система координат
Координатные составляющие {\displaystyle (\alpha ,\beta ,\lambda )} диполярной системы, моделирующей магнитный диполь, определяются через сферические координаты {\displaystyle (r,\theta ,\varphi )} так:
{\displaystyle \alpha ={\frac {r}{\sin ^{2}\theta }},\beta ={\frac {\cos \theta }{r^{2}}},\lambda =\varphi .}
В соответствии с терминологией сферической системы координат здесь {\displaystyle r} — расстояние до начала координат (радиальное расстояние), {\displaystyle \theta } — зенитный, или полярный, угол, или наклонение, или коширота, {\displaystyle \varphi } — азимутальный угол. Уравнение {\displaystyle \beta ={\text{const}}} определяет эквипотенциальную поверхность магнитного поля, а система уравнений {\displaystyle \alpha ={\text{const}},\lambda ={\text{const}}} — силовую линию.
Значения диполярных координат имеют следующие ограничения:
{\displaystyle 0\leqslant \alpha <+\infty }, {\displaystyle -\infty <\beta <+\infty }, {\displaystyle 0^{\circ }\leqslant \lambda <360^{\circ }},
причем координаты {\displaystyle \beta } и {\displaystyle \lambda } (а также {\displaystyle \theta } и {\displaystyle \varphi }) не определены при {\displaystyle \alpha =0}, а координата {\displaystyle \lambda } (и {\displaystyle \varphi }) не определена еще и при {\displaystyle \theta =0^{\circ }} и {\displaystyle \theta =180^{\circ }}.
Переход от компонент некоторого вектора {\displaystyle \mathbf {A} } в сферических координатах к компонентам в диполярной системе осуществляется по формулам
{\displaystyle {\begin{pmatrix}A_{\alpha }\\A_{\beta }\\A_{\lambda }\end{pmatrix}}={\frac {1}{\sqrt {\delta }}}{\begin{pmatrix}\sin \theta &-2\cos \theta &0\\-2\cos \theta &-\sin \theta &0\\0&0&{\sqrt {\delta }}\end{pmatrix}}{\begin{pmatrix}A_{r}\\A_{\theta }\\A_{\varphi }\end{pmatrix}},}
где
{\displaystyle \delta =1+3\cos ^{2}\theta =1+3\beta ^{2}r^{4}.}
Пусть {\displaystyle \mathbf {e} _{\alpha }}, {\displaystyle \mathbf {e} _{\beta }}, {\displaystyle \mathbf {e} _{\lambda }} — координатные орты в этой диполярной системе координат. Тогда
{\displaystyle \mathbf {e} _{\beta }\times \mathbf {e} _{\alpha }=\mathbf {e} _{\lambda }}, {\displaystyle \mathbf {e} _{\alpha }\times \mathbf {e} _{\lambda }=\mathbf {e} _{\beta }}, {\displaystyle \mathbf {e} _{\lambda }\times \mathbf {e} _{\beta }=\mathbf {e} _{\alpha }},
т. е. так определенная диполярная система координат является, по правилу буравчика, левой.
Выразить однозначно {\displaystyle (r,\theta ,\varphi )} через {\displaystyle (\alpha ,\beta ,\lambda )} не удается, например, уравнения для определения {\displaystyle r,\theta } такие:
{\displaystyle \alpha \beta ^{2}r^{4}+r-\alpha =0,\alpha ^{2}\beta \sin ^{4}\theta -\cos \theta =0.}
Иногда используют безразмерное расстояние {\displaystyle {\tilde {r}}={\frac {r}{r_{c}}}}, где {\displaystyle r_{c}} — некоторое фиксированное расстояние, следующим образом:
{\displaystyle {\tilde {\alpha }}={\frac {\sin ^{2}\theta }{\tilde {r}}},{\tilde {\beta }}={\frac {\cos \theta }{{\tilde {r}}^{2}}},\lambda =\varphi .}
Тогда 
{\displaystyle \mathbf {e} _{\tilde {\alpha }}\times \mathbf {e} _{\tilde {\beta }}=\mathbf {e} _{\lambda }}, {\displaystyle \mathbf {e} _{\tilde {\beta }}\times \mathbf {e} _{\lambda }=\mathbf {e} _{\tilde {\alpha }}}, {\displaystyle \mathbf {e} _{\lambda }\times \mathbf {e} _{\tilde {\alpha }}=\mathbf {e} _{\tilde {\beta }}},
т. е. так определенная диполярная система координат является, по правилу буравчика, правой.

### Декартова система координат
Координатные составляющие {\displaystyle (\alpha ,\beta ,\lambda )} диполярной системы, моделирующей магнитный диполь, определяются через декартовы координаты {\displaystyle (x,y,z)} и радиальное расстояние {\displaystyle r={\sqrt {x^{2}+y^{2}+z^{2}}}} так:
{\displaystyle \alpha ={\frac {r^{3}}{x^{2}+y^{2}}},\beta ={\frac {z}{r^{3}}},\lambda =\operatorname {arctg} {\frac {y}{x}}.}
Выразить однозначно {\displaystyle (x,y,z)} через {\displaystyle (\alpha ,\beta ,\lambda )} не удается:
{\displaystyle x={\frac {{\sqrt {r^{3}}}\cos \lambda }{\sqrt {\alpha }}},y={\frac {{\sqrt {r^{3}}}\sin \lambda }{\sqrt {\alpha }}},z=\beta r^{3}.}

## Дифференциальные характеристики

### Первые и вторые производные
Матрица Якоби перехода от декартовых к диполярным координатам имет вид:
{\displaystyle {\frac {D(x,y,z)}{D(\alpha ,\beta ,\lambda )}}={\frac {1}{\delta }}{\begin{pmatrix}\sin ^{3}\theta (1-3\cos ^{2}\theta )\cos \lambda &-3r^{3}\sin \theta \cos \theta \cos \lambda &-\delta r\sin \theta \sin \lambda \\\sin ^{3}\theta (1-3\cos ^{2}\theta )\sin \lambda &-3r^{3}\sin \theta \cos \theta \sin \lambda &\delta r\sin \theta \cos \lambda \\3\sin ^{4}\theta \cos \theta &r^{3}(1-3\cos ^{2}\theta )&0\end{pmatrix}}.}
Матрица Якоби перехода от сферических к диполярным координатам имет вид:
{\displaystyle {\frac {D(r,\theta ,\varphi )}{D(\alpha ,\beta ,\lambda )}}={\frac {1}{\delta }}{\begin{pmatrix}\sin ^{4}\theta &-2r^{3}\cos \theta &0\\-(2\sin ^{3}\theta \cos \theta )/r&-r^{2}\sin \theta &0\\0&0&\delta \end{pmatrix}}.}
Коэффициенты Ламэ
{\displaystyle H_{\alpha }={\frac {\sin ^{3}\theta }{\sqrt {\delta }}},H_{\beta }={\frac {r^{3}}{\sqrt {\delta }}},H_{\lambda }=r\sin \theta ,H_{\beta }=\alpha ^{2}H_{\alpha }H_{\lambda }.}
Вторые производные:
{\displaystyle {\frac {\partial ^{2}r}{\partial \alpha ^{2}}}=-{\frac {4\sin ^{6}\theta \cos ^{2}\theta (5+3\cos ^{2}\theta )}{r\delta ^{3}}},}
{\displaystyle {\frac {\partial ^{2}r}{\partial \beta ^{2}}}={\frac {2r^{5}(15\cos ^{4}\theta +10\cos ^{2}\theta -1)}{\delta ^{3}}},}
{\displaystyle {\frac {\partial ^{2}\theta }{\partial \alpha ^{2}}}={\frac {2\sin ^{5}\theta \cos \theta (9\cos ^{4}\theta +16\cos ^{2}\theta -1)}{r^{2}\delta ^{3}}},}
{\displaystyle {\frac {\partial ^{2}\theta }{\partial \beta ^{2}}}={\frac {r^{4}\sin \theta \cos \theta (9\cos ^{2}\theta +11)}{\delta ^{3}}}.}
Пусть {\displaystyle f} — некоторая скалярная функция. Ее первые производные в диполярных и сферических координатах связаны:
{\displaystyle \delta {\frac {\partial f}{\partial \alpha }}=\sin ^{4}\theta {\frac {\partial f}{\partial r}}-2{\frac {\sin ^{3}\theta \cos \theta }{r}}{\frac {\partial f}{\partial \theta }},}
{\displaystyle \delta {\frac {\partial f}{\partial \beta }}=-2r^{3}\cos \theta {\frac {\partial f}{\partial r}}-r^{2}\sin \theta {\frac {\partial f}{\partial \theta }},}
{\displaystyle {\frac {\partial f}{\partial \lambda }}={\frac {\partial f}{\partial \varphi }},}
или
{\displaystyle {\frac {\partial f}{\partial r}}={\frac {1}{\sin ^{2}\theta }}{\frac {\partial f}{\partial \alpha }}-{\frac {2\cos \theta }{r^{3}}}{\frac {\partial f}{\partial \beta }},}
{\displaystyle {\frac {\partial f}{\partial \theta }}=-2r{\frac {\cos \theta }{\sin ^{3}\theta }}{\frac {\partial f}{\partial \alpha }}-{\frac {\sin \theta }{r^{2}}}{\frac {\partial f}{\partial \beta }},}
{\displaystyle {\frac {\partial f}{\partial \varphi }}={\frac {\partial f}{\partial \lambda }}.}
Ее оператор Лапласа равен
{\displaystyle \Delta f={\frac {4}{r\sin ^{4}\theta }}{\frac {\partial f}{\partial \alpha }}+{\frac {\delta }{\sin ^{6}\theta }}{\frac {\partial ^{2}f}{\partial \alpha ^{2}}}+{\frac {\delta }{r^{6}}}{\frac {\partial ^{2}f}{\partial \beta ^{2}}}+{\frac {1}{r^{2}\sin ^{2}\theta }}{\frac {\partial ^{2}f}{\partial \lambda ^{2}}}.}

### Векторные операции
Координаты векторных дифференциальных операторов в диполярной системе следующие:
{\displaystyle \operatorname {grad} f={\frac {\sqrt {\delta }}{\sin ^{3}\theta }}{\frac {\partial f}{\partial \alpha }}\mathbf {e} _{\alpha }+{\frac {\sqrt {\delta }}{r^{3}}}{\frac {\partial f}{\partial \beta }}\mathbf {e} _{\beta }+{\frac {1}{r\sin \theta }}{\frac {\partial f}{\partial \lambda }}\mathbf {e} _{\lambda },}
{\displaystyle \operatorname {div} \mathbf {A} ={\frac {\sqrt {\delta }}{\sin ^{3}\theta }}{\frac {\partial A_{\alpha }}{\partial \alpha }}+4{\frac {1-3\cos ^{4}\theta }{{\sqrt {\delta }}^{3}r\sin \theta }}A_{\alpha }+{\frac {\sqrt {\delta }}{r^{3}}}{\frac {\partial A_{\beta }}{\partial \beta }}\;-}
{\displaystyle -\;3{\frac {\cos \theta (3+5\cos ^{2}\theta )}{{\sqrt {\delta }}^{3}r}}A_{\beta }+{\frac {1}{r\sin \theta }}{\frac {\partial A_{\lambda }}{\partial \lambda }},}
{\displaystyle \operatorname {rot} \mathbf {A} =\left({\frac {1}{r\sin \theta }}{\frac {\partial A_{\beta }}{\partial \lambda }}-{\frac {\sqrt {\delta }}{r^{3}}}{\frac {\partial A_{\lambda }}{\partial \beta }}+{\frac {3\cos \theta }{{\sqrt {\delta }}r}}A_{\lambda }\right)\mathbf {e} _{\alpha }\;+}
{\displaystyle +\;\left({\frac {\sqrt {\delta }}{\sin ^{3}\theta }}{\frac {\partial A_{\lambda }}{\partial \alpha }}-{\frac {1}{r\sin \theta }}{\frac {\partial A_{\alpha }}{\partial \lambda }}+{\frac {1-3\cos ^{2}\theta }{{\sqrt {\delta }}r\sin \theta }}A_{\lambda }\right)\mathbf {e} _{\beta }\;+}
{\displaystyle +\;\left({\frac {\sqrt {\delta }}{r^{3}}}{\frac {\partial A_{\alpha }}{\partial \beta }}-{\frac {\sqrt {\delta }}{\sin ^{3}\theta }}{\frac {\partial A_{\beta }}{\partial \alpha }}-6{\frac {\cos \theta (1+\cos ^{2}\theta )}{{\sqrt {\delta }}^{3}r}}A_{\alpha }\;-\right.}
{\displaystyle -\;\left.3{\frac {\sin \theta (1+\cos ^{2}\theta )}{{\sqrt {\delta }}^{3}r}}A_{\beta }\right)\mathbf {e} _{\lambda }.}

## Математическое моделирование Земли
Для описания поведения заряженных частиц в магнитном поле Земли наиболее удобна (гораздо удобнее, чем сферическая геомагнитная система координат) диполярная система координат.
Дипольная система координат {\displaystyle (\alpha ,\beta ,\lambda )} при моделировании Земли строится следующим образом:
- её начало помещено в центр Земли;
- дипольная ось направлена по оси магнитного диполя Земли (геомагнитной оси), проходящей через магнитные полюса;
- координата {\displaystyle \alpha } меняется перпендикулярно вектору магнитного поля Земли {\displaystyle \mathbf {B} } в плоскости геомагнитного меридиана;
- координата {\displaystyle \beta } меняется вдоль дипольной силовой линии, т. е. её направление совпадает с направлением вектора {\displaystyle \mathbf {B} };
- координата {\displaystyle \lambda } меняется в направлении, перпендикулярном первым двум.

Теоретически диполярная система координат может записываться и как левая система координат, когда координатный орт {\displaystyle \mathbf {e} _{\alpha }} направлен от центра Земли, например, так:
{\displaystyle \alpha ={\frac {r}{\sin ^{2}\theta }},\beta ={\frac {\cos \theta }{r^{2}}},\lambda =\varphi ,}
и как правая система координат, когда координатный орт {\displaystyle \mathbf {e} _{\alpha }} направлен к центру Земли, например, так:
{\displaystyle {\tilde {\alpha }}={\frac {\sin ^{2}\theta }{\tilde {r}}},{\tilde {\beta }}={\frac {\cos \theta }{{\tilde {r}}^{2}}},\lambda =\varphi ,}
где {\displaystyle {\tilde {r}}={\frac {r}{R_{E}}}}, {\displaystyle R_{E}} — радиус Земли.
В соответствии с терминологией сферической системы координат здесь {\displaystyle r} — расстояние до начала координат (радиальное расстояние), {\displaystyle \theta } — зенитный, или полярный, угол, или наклонение, или коширота, {\displaystyle \varphi } — азимутальный угол.
Координаты системы имеют следующий физический смысл:
- {\displaystyle \alpha } и {\displaystyle L={\frac {1}{\tilde {\alpha }}}} — соответственно размерное (в м или км) и безразмерное (в радиусах Земли {\displaystyle R_{E}}) геоцентрическое расстояние до вершины силовой линии, {\displaystyle L} — параметр Мак-Илвейна;
- {\displaystyle \beta } и {\displaystyle {\tilde {\beta }}} — соответственно размерный и безразмерный геомагнитный потенциал;
- {\displaystyle \lambda } — геомагнитная долгота.